# Kadavar (italienische Band)
Kadavar war eine italienische Death-Metal-Band aus Mailand, die im Jahr 2007 gegründet wurde und sich 2009 auflöste.

## Geschichte
Die Band wurde im Januar 2007 gegründet und entstand aus dem Zerfall der Band Bleeding Eyes. Kadavar bestand anfangs aus Gitarrist und Sänger Lorenzo Bidoli und Bassist und Sänger Luca Colucci. Nachdem die Band zwei Monate lang an Liedern gearbeitet hatte, begab sie sich in die Mailänder Love Centers Studios um das erste Demo Modern Human Vision of Madness aufzunehmen. Es folgten Auftritte, unter anderem auch auf dem Iced Tears Festival. Zur selben Zeit wurde Gitarrist Stefano Venir durch Luca Braggion ersetzt. Im Dezember 2007 veränderte sich die Besetzung der Band erneut, als Filippo Mantovani durch Schlagzeuger Davide Bacchetta wurde. Mit der neuen Besetzung ging die Band in die Mailänder Kaomao Studios, um die EP Conjuring the Void aufzunehmen. Ein paar Monate später folgten die Aufnahmen zum selbstbetitelten Debütalbum, die im 16th Cellar Studio in Rom stattfanden. Gegen Ende März 2009 wurde über Punishment 18 Records das Album veröffentlicht. Im April verließ Schlagzeuger Bacchetta die Band aus persönlichen Gründen, was zur Auflösung der Gruppe führte.

## Stil
Die Band spielte abwechslungsreichen und klassischen Death Metal, vergleichbar mit der Musik von Gruppen wie Carcass, Morbid Angel und Death. Der Einsatz von Gitarrensoli ist ebenfalls charakteristisch.

## Diskografie
- 2007: Modern Visions of Human Madness (Demo, Eigenveröffentlichung)
- 2009: Conjuring the Void (EP, Eigenveröffentlichung)
- 2009: Cadavar (Album, Punishment 18 Records)